# Provincia Zaragoza
Zaragoza este o provincie în Aragon, nordul Spaniei. Capitala sa este Zaragoza.

Diviziunile provinciei Zaragoza